# アタマジラミ寄生症
アタマジラミ寄生症は、アタマジラミ(Pediculus humanus capitis）による頭髪や頭皮の感染症である。アタマジラミが吸血するさいに頭皮をかじることにより痒みを引き起こすのが一般的。 初めて感染した場合、感染から6週間ほど痒みは感じられない。過去に感染経験がある場合は、症状が出るのがかなり早い。痒みが原因で睡眠不足になることがあるが、一般的には深刻な病気ではない。アフリカではアタマジラミによって他の病気をも拡散させることがあるがヨーロッパや北米ではみられない。
アタマジラミに感染してるヒトの髪の毛と直接接触したさいに感染する。この感染症の原因は衛生環境とは関係なく、犬や猫その他の動物によっては拡散しない。アタマジラミはヒトの血液だけを吸ってヒトの頭髪にのみ生き残ることができ、成長すると2-3mmの大きさになる。ヒトに寄生していない場合、3日間以上の生存はできない。ヒトに寄生するシラミはもう2種類あり、それらはコロモジラミとケジラミである。診断するには生きたシラミを見つけなければならなく、くしを使うと見つけやすい。卵の殻だけでは診断するには不十分である。
治療は目の細かいくしで髪の毛をよくとくこと、または頭髪をすべて剃ること。ぬり薬のマラチオン、イベルメクチン、 ジメチルポリシロキサンも効果的である。 ジメチルポリシロキサンはシリコーン油であり、副作用の危険が低いため優先的に使われる。ピレスロイドなどのペルメトリンは一般的によく使われるが農薬耐性により効果は少なくなってきている。代替医療による効果の確証は少ない。
アタマジラミ寄生症は一般的で、特に子どもにみられる。ヨーロッパでは1-20%の異なるグループの人たちに感染している。アメリカでは1年に600万～1200万人もの子どもたちに感染している。男の子より女の子に発症することが多い。歴史的に、アタマジラミ感染症は他の危険なコロモジラミから保護する有益なものであると指摘されてきた。 感染症の蔓延は感染者の差別の原因になりかねない。